# Ворщиково
Ворщиково — деревня в Воскресенском муниципальном районе Московской области. Входит в состав городского поселения Белоозёрский. Население — 165 чел. (2010).

## География
Деревня Ворщиково расположена в северо-западной части Воскресенского района, примерно в 22 км к северо-западу от города Воскресенск. Высота над уровнем моря 110 м. В 3 км к югу от деревни протекает река Москва. В деревне 10 улиц, приписано 2 СНТ. Ближайший населённый пункт — деревня Цибино.

## История
В 1926 году деревня являлась центром Ворщиковского сельсовета Михалевской волости Бронницкого уезда Московской губернии.
С 1929 года — населённый пункт в составе Ашитковского района Коломенского округа Московской области, с 1930-го, в связи с упразднением округа и переименованием района, — в составе Виноградовского района Московской области. В 1957 году, после того как был упразднён Виноградовский район, деревня была передана в Воскресенский район.
До муниципальной реформы 2006 года Ворщиково входило в состав Михалевского сельского округа Воскресенского района.

## Население
В 1926 году в деревне проживало 582 человека (251 мужчина, 331 женщина), насчитывалось 122 хозяйства, из которых 118 было крестьянских. По переписи 2002 года — 130 человек (69 мужчин, 61 женщина).
| 1926 | 2002 | 2010 |
| ---- | ---- | ---- |
| 582  | ↘130 | ↗165 |